# Rhythm Nation
Singles de Janet Jackson
Miss You Much
(1989) Escapade
(1990)
Rhythm Nation est une chanson de Janet Jackson, deuxième single issu de son quatrième album, Rhythm Nation 1814, sorti en 1989.

## Histoire
Rhythm Nation est le deuxième d'une série de sept singles extraits de Rhythm Nation 1814 à entrer dans le top 5. Les paroles ont été écrites par Janet Jackson tandis que le duo Jimmy Jam et Terry Lewis ont composé la musique, qui comporte un sample de Thank You (Falettinme Be Mice Elf Again), une chanson de Sly & The Family Stone sortie en 1969. Rhythm Nation prêche la tolérance, l'harmonie entre les races et les pays, ainsi que la promesse de trouver un meilleur mode de vie et un moyen de stopper les injustices sociales. La célébrité de cette chanson est due à la fois à son rythme, à son clip, et au message qu'elle délivre. Elle a atteint la deuxième place du Billboard Hot 100 (derrière Another Day in Paradise, de Phil Collins) et la première place du Billboard Hot R&B/Hip-Hop Songs à la fin de l'année 1989.
La chanson a inspiré le DJ anglais Trevor Nelson, qui a intitulé son émission Rhythm Nation sur la BBC. Nelson en a parlé à Janet Jackson lorsqu'il l'a interviewé dans cette même émission.

## Clip
Le clip, en noir et blanc, est réalisé par Dominic Sena et produit par Propaganda Films. Ce clip utilise la technologie de Captain EO, de Michael Jackson, avec la permission du chanteur. Dans le documentaire Michael Jackson's Private Home Movies, Michael Jackson a révélé qu'après Captain EO, il avait prévu de réaliser un clip au style militaire. Après que sa sœur Janet lui ait parlé du projet pour le clip "Rhythm Nation", il a décidé d'abandonner son idée et de la laisser faire. C'est le final du Rhythm Nation 1814 Film. Célèbre pour sa chorégraphie réglée au millimètre près dans une usine désaffectée, ce clip a remporté le MTV Video Music Award de la meilleure chorégraphie et a été nommé dans la catégorie Meilleur clip vidéo dance 1990. Lors de cette même cérémonie, Janet Jackson a obtenu le MTV Video Vanguard Award. "Rhythm Nation" est 30e dans le classement des meilleurs clips de VH1 et 44e sur MTV. Selon une rumeur, c'est Michael Jackson qui aurait chorégraphié le clip, alors que la chorégraphie est l'œuvre d'Anthony Thomas et Terry Bixler. Le jeune Tyrin Turner apparaît dans le clip.

Pour le clip, Janet Jackson s'est inspirée des films Blade Runner de Ridley Scott et Fahrenheit 451 de François Truffaut.
En 2001, dans le cadre de l'émission mtvICON, les chanteurs Pink, Mýa, et Usher ont rendu hommage à Janet Jackson en reproduisant les mouvements des plus grands succès de la chanteuse, dont "The Pleasure Principle", "Miss You Much", et "Alright". À la fin de leur performance, ils se sont réunis pour interpréter "Rhythm Nation".

## En concert
Janet Jackson a interprété "Rhythm Nation" durant chacune de ses tournées, à savoir Rhythm Nation 1814 Tour, Janet. Tour, The Velvet Rope Tour, All For You Tour et Rock Witchu Tour.
Pour le Rhythm Nation 1814 Tour, le Janet. Tour et le Velvet Rope Tour, elle portait un uniforme militaire. Lors du All For You Tour, elle a interprété la chanson vêtue d'un combinaison moulante noire. Lors du Rock Witchu Tour, elle portait un justaucorps noir avec un chemisier blanc et une cravate noire.
Janet Jackson a également interprété cette chanson lors de la mi-temps du Super Bowl XXXVIII en 2004, juste avant le scandale du Nipplegate.
"Rhythm Nation" fait partie de la tournée Number Ones: Up Close and Personal, Unbreakable World Tour et le State Of The World Tour en 2011,2015/2016 et en 2017 .

## Récompenses
Billboard Music Awards
- 1990 - Director's Award (Black/Rap)
- 1990 - Billboard/Tanqueray Sterling Music Video Award for Artistic Achievement

BMI Pop Awards
- 1990 - "Rhythm Nation"

MTV Video Music Awards
1. 1990 - Meilleure chorégraphie

Soul Train Awards:
1. 1990 - Meilleur clip R&B/Urbain

## Remixes officiels
- Album Version – 5:31
- LP Version – 4:42
- Design of a Decade US Edit – 5:58
- 7" Edit – 4:27
- Instrumental – 4:44
- 7" CHR Remix – 4:06
- Rhythm Mix – 4:48
- 7" United Mix Edit – 4:34
- 12" United Mix – 6:35
- 12" United Dub – 6:11
- 7" House Nation Edit – 4:23
- 12" House Nation Mix – 8:07
- House Nation Groove – 6:45

## Supports
International 7" single/3" CD single/Cassette single
1. "Rhythm Nation" (edit)
2. "Rhythm Nation" (instrumental)

International 12" single
1. "Rhythm Nation" (United Mix)
2. "Rhythm Nation" (United Dub)
3. "Rhythm Nation" (edit)
4. "Rhythm Nation" (12" House Nation Mix)
5. "Rhythm Nation" (House Nation Groove Mix)
6. "Rhythm Nation" (instrumental)

UK CD single
1. "Rhythm Nation" (edit)
2. "Rhythm Nation" (House Nation Mix)
3. "Rhythm Nation" (United Mix)

International CD single
1. "Rhythm Nation" (edit)
2. "Rhythm Nation" (United Mix Edit)
3. "Rhythm Nation" (United Mix)
4. "Rhythm Nation" (instrumental)

Japan CD maxi single
1. "Rhythm Nation" (7" edit) – 4:30
2. "Rhythm Nation" (12" United Mix) – 6:37
3. "Rhythm Nation" (12" House Nation Mix) – 8:07
4. "Rhythm Nation" (House Nation Groove) – 6:45
5. "Rhythm Nation" (United Dub) – 6:11
6. "Rhythm Nation" (7" CHR Remix) – 4:08
7. "Rhythm Nation" (7" United Mix Edit) – 4:23
8. "Rhythm Nation" (7" House Nation Edit) – 4:37
9. "Rhythm Nation" (LP version) – 4:42
10. "Rhythm Nation" (instrumental 7") – 4:45
11. "Rhythm Nation" (Rhythm Mix) – 4:48

US promo maxi
1. "Rhythm Nation" (edit)
2. "Rhythm Nation" (LP version)
3. "Rhythm Nation" (instrumental)

UK 12"
1. "Rhythm Nation" (12" House Nation Mix)
2. "Rhythm Nation" (United Mix)
3. "Rhythm Nation" (United Dub)

UK cassette single
1. "Rhythm Nation" (edit)
2. "Rhythm Nation" (CHR Remix)

## Charts
| Chart (1989/1990)                    | Meilleure position |
| ------------------------------------ | ------------------ |
| Australian Singles Chart             | 56                 |
| Belgian Singles Chart (Flanders)     | 24                 |
| Canadian Singles Chart               | 2                  |
| Dutch Top 40                         | 11                 |
| German Singles Chart                 | 83                 |
| Irish Singles Chart                  | 19                 |
| New Zealand Singles Chart            | 17                 |
| Swiss Singles Chart                  | 22                 |
| UK Singles Chart                     | 23                 |
| U.S. Billboard Hot 100               | 2                  |
| U.S. Billboard Hot R&B/Hip-Hop Songs | 1                  |
| U.S. Billboard Hot Dance Club Play   | 1                  |

## Utilisation dans la recherche de vulnérabilités informatique
En août 2022, Raymond Chen, un employée de Microsoft, a publié un article détaillant comment la lecture du titre Rhythm Nation près de certains ordinateurs portables pouvait provoquer un plantage. La musique contient une fréquence de résonance de certains disques durs tournant à 5400 tr/min. La vulnérabilité a été enregistrée sous le numéro CVE-2022-38392.